# Вальмертинг
Вальмертинг — місто, розташоване в Бельгійській провінції Західна Фландрія та муніципалітет Іпр. Центр Вальмертингі розташований на околиці центру Іпр, уздовж головної дороги N38 до найближчого міста Попінгінге.
На додаток до самого центру Іпр, Вальмертинг є найбільшим районом Іпр. На захід від Вальмертинг, вздовж дороги до Попінгінга, розташоване поселення Брандхук.

## Історія
Найдавніші дані про Вальмертинга надходять з середньовіччя. У 857 році в Вальмертинзі була побудована каплиця. У 970 році Іпр був зруйнований, а каплиця Вальмертинга спалена. Найбільш відомий дотепер документ, що включає прізвище Flambertenges, — це акт від 1066 року. Бодуїн ван Лілль, граф Фландрії, його дружина Адела і їх син Бодуен, у цьому акті вони віддали товари в церкву і главу Синт-Пітерс в Ліллі. Це було, серед іншого, десятина Елвердінге і Вальмертинга — "In territorio Furnensi, in villa Elverzenges, decinam unam ; Flambertenges decinam similiter unam ".

## Rеографія

Вальмертинг є на 17 метрів над рівнем моря. Муніципалітет також межує з Іпр на сході, Вормезеле на південному сході, Кеммель і Діккєбус на півдні, Рінінгельст на південно-заході, Попінгінг на заході, Ельвердінг на півночі та Брілен на північному сході.

## Демографічні зміни

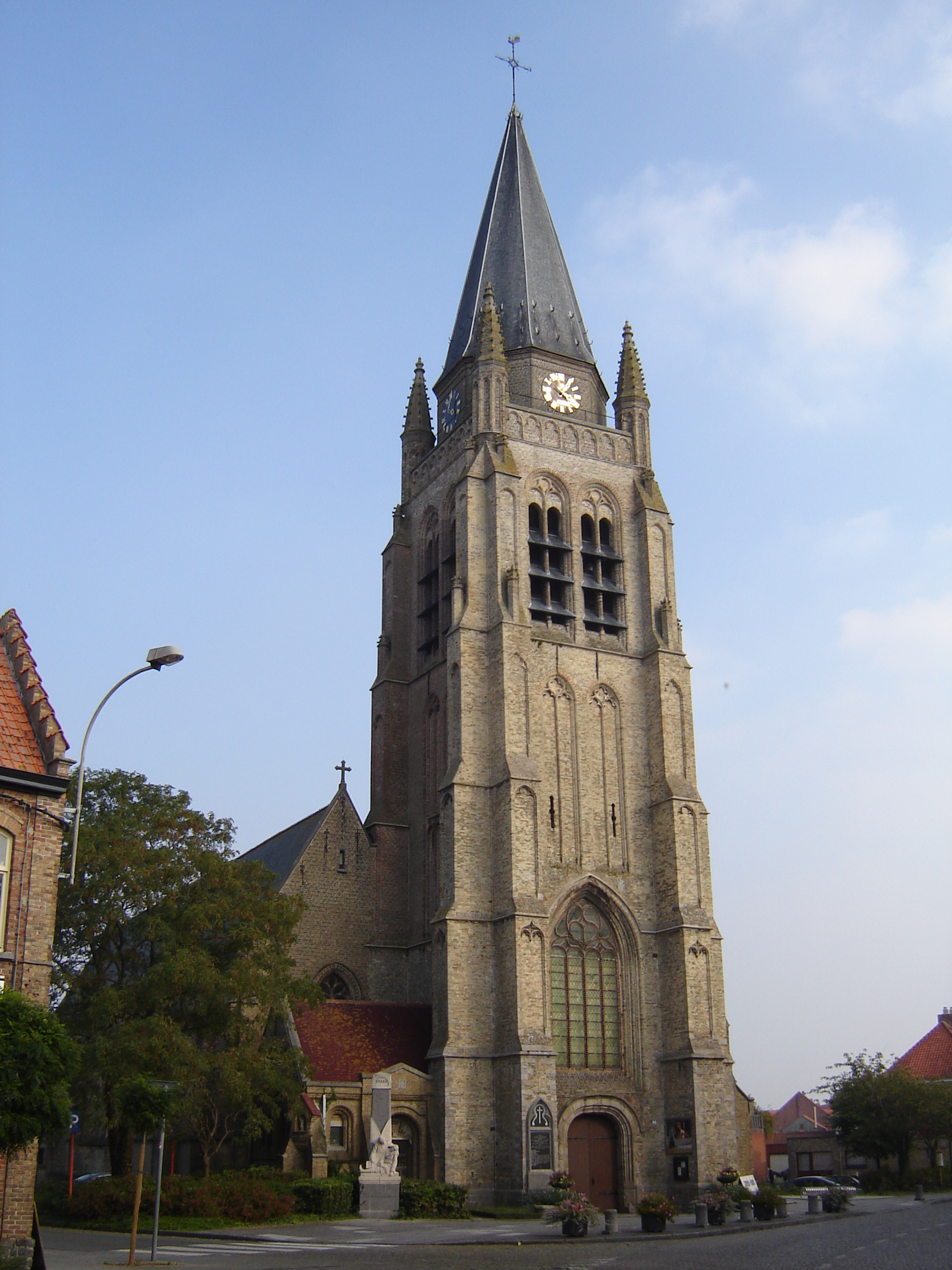

З 1487 по 1697 рік ми спостерігаємо значне падіння населення Вальмертинг. Найбільш вірогідним поясненням буде вісімдесятирічна війна в Нідерландах. Під час першої світової війни населення знову зростає. Це тому, що сусідній Іпр, який тоді був переднім містом, був сильно бомбардований, а Вальмертинг також зазнав бомбардування.

## пам'ятники
- Церква св. Vedastusa
- Колишня ратуша у Вальмертингі з 1922. У стилі нео-фламандсько-ренесансного мистецтва
- Замок Вальтертинг або замок Парк був побудований в 1857—1858 роках на замовлення віце-священика П'єра-Густава дю Парка, розробленого Йозефом Шадде.
- Є багато британських військових цвинтарів з Першої світової війни у Вальмертинзі:
  - Brandhoek Military Cemetery
  - Red Farm Military Cemetery
  - Vlamertinghe Military Cemetery
  - Vlamertinghe New Military Cemetery
  - Railway Chateau Cemetery
  - Divisional Cemetery
  - Brandhoek New Military Cemetery

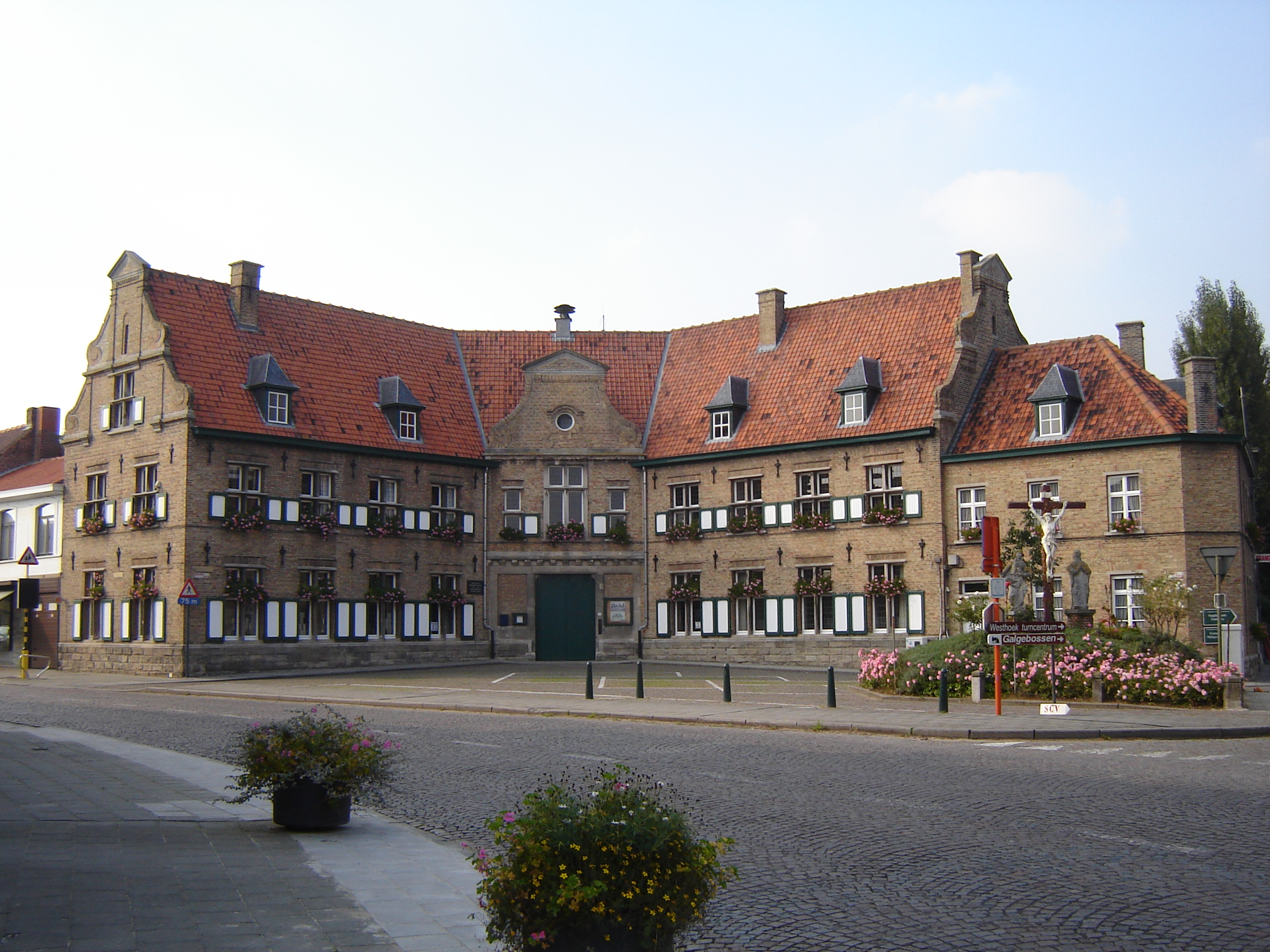

  - Brandhoek New Military Cemetery No.3
  - Hop Store Cemetery